# Fäbodselet
Fäbodselet är ett sel i Vormbäcken i Malå kommun i Lappland. Vormbäcken ingår i Umeälvens huvudavrinningsområde. Fäbodselet ligger i Vindelälven Natura 2000-område och skyddas av fågeldirektivet.